# شویتا تیواری
شویتا تیواری (به انگلیسی: Shweta Tiwari) (زاده ۴ اکتبر ۱۹۸۰) بازیگر هندی است.
از فیلم‌های معروف او می‌توان به بازی در فیلم مدهوشی اشاره کرد.